# Jüdische Gemeinde Jindřichův Hradec

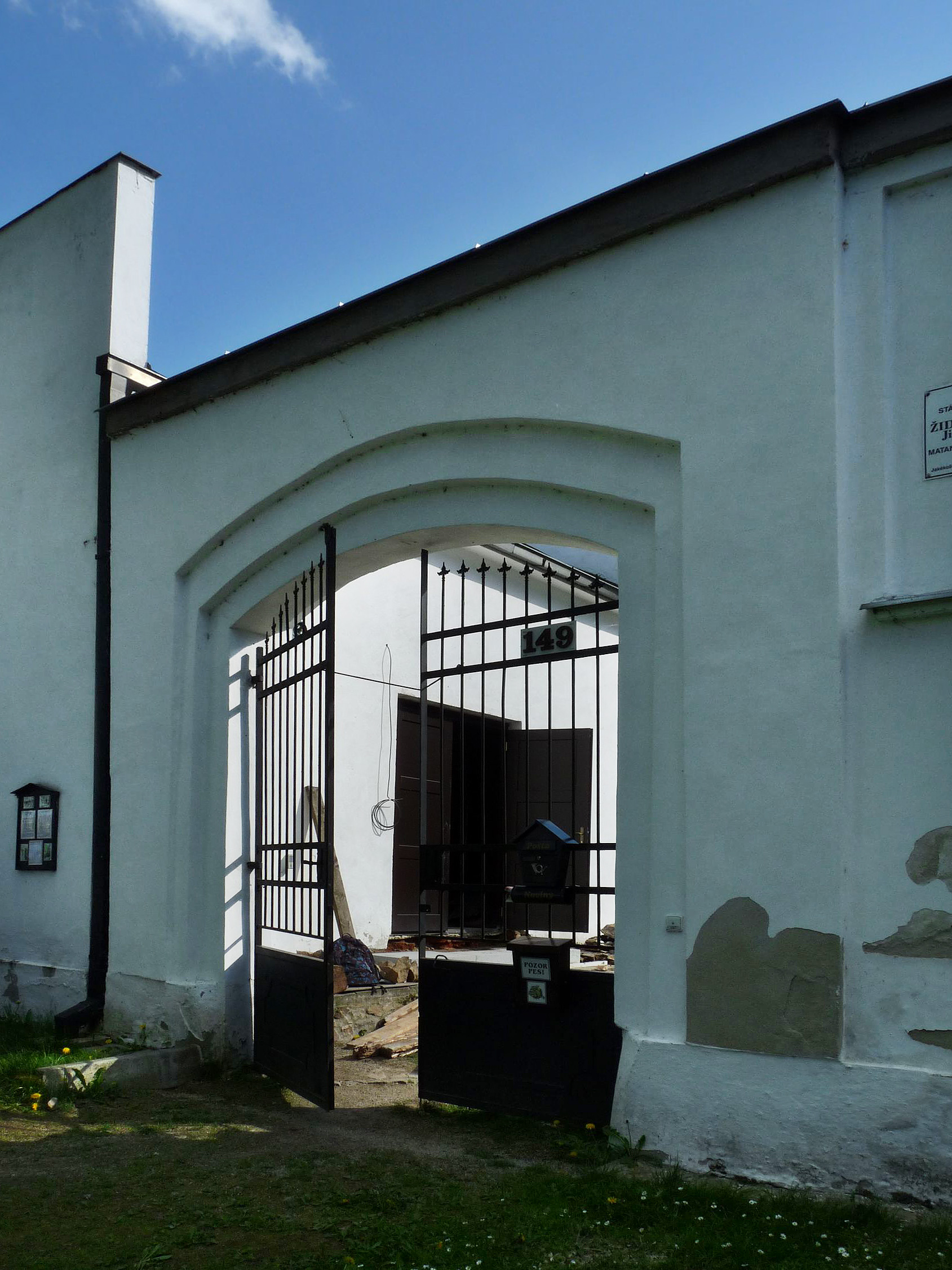
Eingang zum jüdischen Friedhof in Jindřichův Hradec

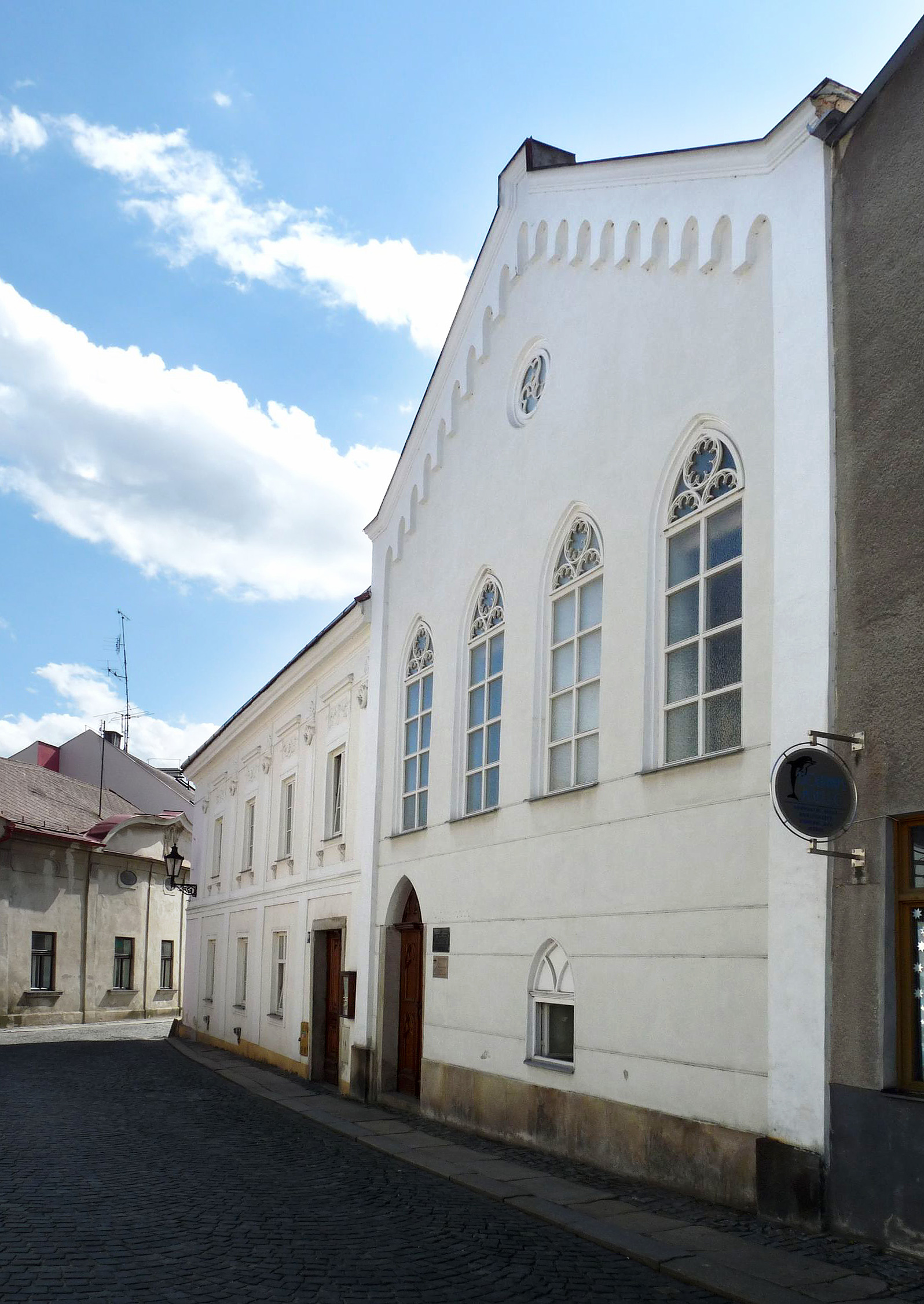
Synagoge in Jindřichův Hradec

Die Jüdische Gemeinde in Jindřichův Hradec (deutsch Neuhaus),  einer Stadt im Jihočeský kraj (Südböhmische Region) in Tschechien, entstand ab dem 13. Jahrhundert.

## Geschichte
Nach einer königlichen Urkunde aus dem Jahr 1249 durften sich im Ort acht jüdische Familien ansiedeln. In späteren Zeiten wurde deren Anzahl verringert. Die Juden wohnten in der Judengasse (spätere Kirchgasse) und Am Graben. Sie nahmen eine starke Stellung im Wirtschaftsleben ein und dominierten vor allem den Tabakhandel in der Region. Einige jüdische Familien kamen zu ansehnlichem Wohlstand.
Die jüdische Gemeinde besaß um 1750 eine Synagoge, eine Schule und einen Friedhof.
Als Mitte des 19. Jahrhunderts zogen vermehrt jüdische Familien nach Neuhaus. Sie bestimmten nun die industrielle Entwicklung der Stadt entscheidend mit.
Während des Ersten Weltkrieges nahmen die Juden im Ort eine pro-österreichische Position einnahmen und setzten sich dadurch vom überwiegenden Teil der tschechischen Bevölkerung ab. Deshalb kam es im Januar 1919 zu einem Pogrom, bei dem die meisten Geschäfte jüdischer Besitzer geplündert oder zerstört wurden.
Die deutschen Besatzer während des Zweiten Weltkrieges zerstörten die jüdische Gemeinde von Jindřichův Hradec. Die meisten jüdischen Bewohner, insgesamt 126, wurden deportiert.

## Gemeindeentwicklung
| Jahr    | Juden              |
| ------- | ------------------ |
| um 1250 | 8 Familien         |
| um 1550 | 4 Familien         |
| um 1680 | 6 Familien         |
| 1795    | 11 Familien        |
| um 1860 | circa 40 Familien  |
| um 1880 | circa 300 Personen |
| um 1930 | circa 230 Personen |